# Clarkichthys
Clarkichthys is een monotypisch geslacht van straalvinnige vissen uit de familie van wormvissen (Microdesmidae).

## Soort
- Clarkichthys bilineatus (Clark, 1936)